# Titan Motor Wheel Company
Titan Motor Wheel Company war ein britischer Hersteller von Automobilen.

## Unternehmensgeschichte
Das Unternehmen aus Coventry begann 1911 mit der Produktion von Automobilen. Der Markenname lautete Titan. Im gleichen Jahr endete die Produktion.

## Fahrzeuge
Das einzige Modell war ein Dreirad. Ein Einzylindermotor von den Fafnir-Werken mit 5,25 PS Leistung trieb über eine Kette das einzelne Hinterrad an. Der Rahmen bestand aus Espenholz. Der Neupreis betrug 78,75 Pfund.